# ممدوح شاهين
ممدوح شاهين هو عسكري مصري، يشغل منصب مساعد وزير الدفاع للشئون الدستورية والقانونية، وعضو المجلس الأعلى للقوات المسلحة، الذي تولّى حكم مصر بعد رحيل مبارك مع بداية ثورة 25 يناير. كان من ضمن أول مجموعة ظهرت على وسائل الإعلام المصرية بعد تنحي مبارك، بصحبة اللواء العصار ولواء مختار الملا، في برنامج العاشرة مساء على قناة دريم الفضائية المصرية، في فبراير 2011، في أول لقاء إعلامي لأفراد عسكريين.
كأغلب العسكريين المصريين، لا توجد سيرة ذاتية رسمية أو معلومات موثقة حول التاريخ المهني أو الأكاديمي للواء شاهين. تردد أسمة وظهوره في وسائل الإعلام مصاحبا للاستفتاء على التعديلات الدستورية، الذي قام به المجلس في مارس 2011، بعدها توالى ظهور اللواء شاهين على الفضائيات المصرية وفي المؤتمرات الصحافية للمجلس، متحدثا بشأن وضع الدستور المصري، الإعلان الدستوري، والانتخابات البرلمانية والرئاسية.
من مواليد قرية العمار الكبرى مركز طوخ محافظة القليوبية والده عبد الهادي شاهين وعمه السيد شاهين وعبد المنعم شاهين
وتوالى ظهوره مع المشير السيسي عندما كان وزير الدفاع في اجتماعات مجلس الوزراء فهو يعتبر أكثر رجل في القوات المسلحة ملم بالقوانين والآن فهو ملاصق للفريق صدقي صبحي في كل اجتماعاته الحكومية والعسكرية.